# Ordem de batalha da Batalha do Nilo

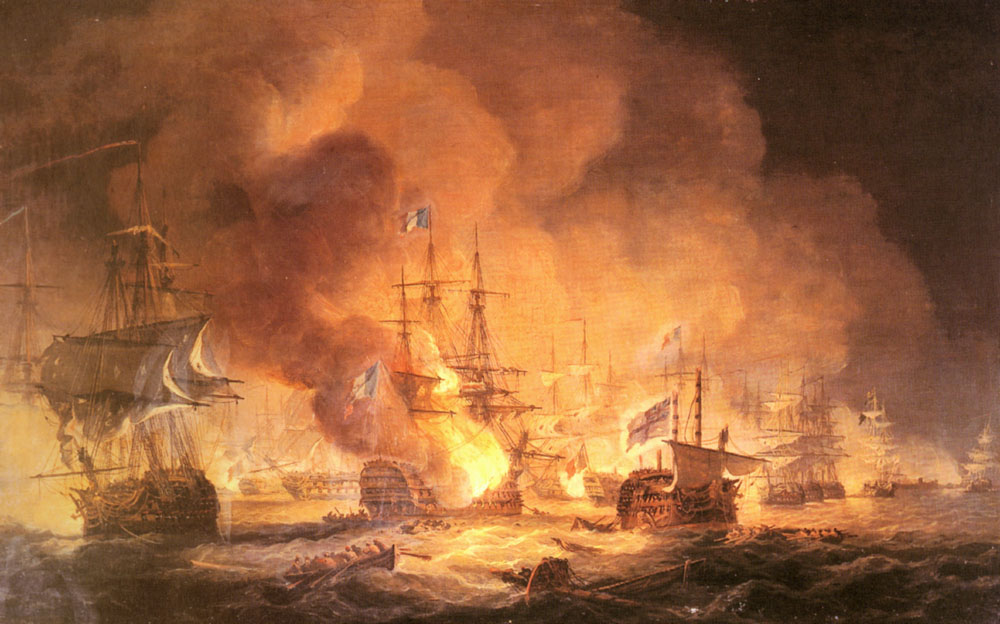
Batalha do Nilo, Thomas Luny, 1834.

A Batalha do Nilo foi uma batalha naval que teve lugar entre 1 e 3 de Agosto de 1798, na baía de  Abukir, perto da foz do rio Nilo, no mar Mediterrâneo, costa do Egipto. A batalha colocou frente-a-frente uma frota da Marinha Real Britânica e uma da Marinha Francesa. Este combate naval foi o ponto alto da  campanha de três meses no Mediterrâneo, durante a qual uma expedição francesa, de grandes dimensões, comandada pelo general Napoleão Bonaparte, partiu de Toulon para Alexandria via Malta. Apesar de perseguida de perto por uma frota britânica de 13 navios de linha, um de 4.ª categoria e um sloop, liderados pelo contra-almirante Horatio Nelson, a frota francesa conseguiu chegar a Alexandria, sem qualquer resistência, e fazer desembarcar um exército, o qual Napoleão. A frota que escoltou o comboio francês, o qual consistia em 13 navios de linha, quatro fragatas e várias pequenas embarcações lideradas pelo vice-almirante François-Paul Brueys d'Aigalliers, ancorou na baía de Abukir pois o porto de Alexandria era demasiado estreito, formando uma linha de batalha protegida por uma zona de rochedos a norte e a oeste.
Nelson chegou à costa egípcia no dia 1 de Agosto e descobriu a frota francesa às 14h00. Avançando durante a tarde, os seus navios entraram na baía às 18h20, e atacaram directamente os franceses, apesar da rápida chegada da noite. Aproveitando a grande distância entre o navio da frente, Guerrier, e a zona norte das rochas, o HMS Goliath rodeou a linha francesa, às 18h40, e abriu fogo ao lado bombordo francês, sendo seguido por mais cinco navios britânicos. A restante linha britânica atacou o lado estibordo do comboio francês, e este ficou entre um terrível fogo-cruzado. A batalha prolongou-se por mais de três horas com os britânicos a derrotarem os cinco primeiros navios franceses, mas a ficarem longe do centro, bem defendido. A chegada de reforços permitiu um segundo assalto às 21h00 e, às 22h00, o navio-almirante francês Orient explodiu. Apesar da orte do almirante Brueys, a zona central francesa continuou a lutar até às 03h00, quando o danificado Tonnant conseguiu chegar até à longínqua divisão francesa da retaguarda. Às 06h00, o combate foi reactivado com um ataque dos navios britânicos menos danificados à retaguarda francesa, forçando o contra-almirante Pierre-Charles Villeneuve a fugir para a foz da baía. Outros quatro navios franceses, com muitos danos, não conseguiram juntar-se a Villeneuve, e foram propositadamente encalhados na praia pelas suas tripulações; Villeneuve acabou por escapr para mar aberto com dois navios de linha e duas fragatas. A 3 de Agosto, os últimos dois navios franceses, encalhados na baía, foram derrotados: um deles rendeu-se, e u outro foi propositadamente incendiado pela sua tripulação.
A quase total destruição da frota francesa reverteu a situação estratégica no Mediterrâneo, dando o controlo do mar à Marinha Real Britânica, que o manteve até ao final das Guerras Napoleónicas, em 1815. Nelson e os seus capitães foram efusivamente saudados e generosamente premiados, embora, em privado, Nelson se tenha queixado de que a sua recompensa, não era suficientemente elevada. O exército de Napoleão ficou preso no Médio Oriente e o domínio da Marinha Real teve um papel fulcral na sua derrota no Cerco do Acre, O próprio Napoleão abandonou o exército em 1799 para regressar a França e fazer frente ao início da Guerra da Segunda Coligação. Dos navios capturados, três estavam inoperacionais e foram queimados na baía, e três outros foram aproveitados apenas para serviço civil, devido aos danos recebidos na batalha. Os restantes ficaram ao serviço da Marinha Real; dois fariam parte da Batalha de Trafalgar, em 1805.

## Ordens de batalha
Os navios das ordens abaixo estão listados pela ordem em que estavam nas linhas de batalha respectivas. Na coluna das baixas, os valores apresentados dos totais de mortos e feridos são os mais precisos com as fontes disponíveis: devido à natureza da batalha, as vítimas francesas são difíceis de calcular com precisão. Os oficiais mortos nos combates estão assinalados com o símbolo †. Dado que as caronadas não eram tidas em conta na classificação das categorias dos navios, estes poderão ter a bordo mais canhões que o indicado.
- Esta cor indica que os navios foram capturados durante a batalha
- Esta cor indica que os navios foram destruídos durante a batalha

### Frota britânica
| Frota do contra-almirante Nelson                               | Frota do contra-almirante Nelson | Frota do contra-almirante Nelson | Frota do contra-almirante Nelson                     | Frota do contra-almirante Nelson | Frota do contra-almirante Nelson | Frota do contra-almirante Nelson | Frota do contra-almirante Nelson                                                                                 | Frota do contra-almirante Nelson | Frota do contra-almirante Nelson | Frota do contra-almirante Nelson |
| Navios                                                         | Classificação                    | Canhões                          | Comandante                                           | Baixas                           | Baixas                           | Baixas                           | Notas |                                  |                                  |                                  |
| Navios                                                         | Classificação                    | Canhões                          | Comandante                                           | Mortos                           | Feridos                          | Total                            | Notas |                                  |                                  |                                  |
| -------------------------------------------------------------- | -------------------------------- | -------------------------------- | ---------------------------------------------------- | -------------------------------- | -------------------------------- | -------------------------------- | --- | -------------------------------- | -------------------------------- | -------------------------------- |
| HMS Goliath                                                    | 3.ª categoria                    | 74                               | Capitão Thomas Foley                                 | 21                               | 41                               | 62                               | Mastros e casco danificados com gravidade                                                                        |                                  |                                  |                                  |
| HMS Zealous                                                    | 3.ª categoria                    | 74                               | Capitão Samuel Hood                                  | 1                                | 7                                | 8                                | Pouco danificado                                                                                                 |                                  |                                  |                                  |
| HMS Orion                                                      | 3.ª categoria                    | 74                               | Capitão James Saumarez                               | 13                               | 29                               | 42                               | Pouco danificado                                                                                                 |                                  |                                  |                                  |
| HMS Audacious                                                  | 3.ª categoria                    | 74                               | Capitão Davidge Gould                                | 1                                | 35                               | 36                               | Pouco danificado                                                                                                 |                                  |                                  |                                  |
| HMS Theseus                                                    | 3.ª categoria                    | 74                               | Capitão Ralph Willett Miller                         | 5                                | 30                               | 35                               | Casco danificado com gravidade                                                                                   |                                  |                                  |                                  |
| HMS Vanguard                                                   | 3.ª categoria                    | 74                               | Contra-almirante Horatio Nelson Capitão Edward Berry | 30                               | 76                               | 106                              | Mastros e casco danificados com gravidade                                                                        |                                  |                                  |                                  |
| HMS Minotaur                                                   | 3.ª categoria                    | 74                               | Capitão Thomas Louis                                 | 23                               | 64                               | 87                               | Pouco danificado                                                                                                 |                                  |                                  |                                  |
| HMS Defence                                                    | 3.ª categoria                    | 74                               | Capitão John Peyton                                  | 4                                | 11                               | 15                               | Mastros pouco danificados                                                                                        |                                  |                                  |                                  |
| HMS Bellerophon                                                | 3.ª categoria                    | 74                               | Capitão Henry Darby                                  | 49                               | 148                              | 197                              | Sem mastros e muito danificado                                                                                   |                                  |                                  |                                  |
| HMS Majestic                                                   | 3.ª categoria                    | 74                               | Capitão George Blagden Westcott †                    | 50                               | 143                              | 193                              | Perda do mastro principal e o mastro de mezena; casco danificado com gravidade                                   |                                  |                                  |                                  |
| HMS Leander                                                    | 4.ª categoria                    | 50                               | Capitão Thomas Thompson                              | 0                                | 14                               | 14                               | Pouco danificado                                                                                                 |                                  |                                  |                                  |
| HMS Alexander                                                  | 3.ª categoria                    | 74                               | Capitão Alexander Ball                               | 14                               | 58                               | 72                               | Mastros danificados com gravidade                                                                                |                                  |                                  |                                  |
| HMS Swiftsure                                                  | 3.ª categoria                    | 74                               | Capitão Benjamin Hallowell                           | 7                                | 22                               | 29                               | Muito danificado                                                                                                 |                                  |                                  |                                  |
| HMS Culloden                                                   | 3.ª categoria                    | 74                               | Capitão Thomas Troubridge                            | 0                                | 0                                | 0                                | Encalhado na zona rochosa de Abukir durante o ataque; não participou na batalha. Casco danificado com gravidade. |                                  |                                  |                                  |
| HMS Mutine                                                     | Sloop                            | 16                               | Tenente Thomas Hardy                                 | 0                                | 0                                | 0                                | Assistiu o Culloden durante a batalha e não participou na batalha                                                |                                  |                                  |                                  |
| Total de baixas: 218 mortos, 678 feridos, 896 no total[Note A] |                                  |                                  |                                                      |                                  |                                  |                                  | |                                  |                                  |                                  |
| Fonte: James, pp. 152–175, Clowes, p. 357                      |                                  |                                  |                                                      |                                  |                                  |                                  | |                                  |                                  |                                  |

### Frota francesa
| Frota do vice-almirante Brueys | Frota do vice-almirante Brueys | Frota do vice-almirante Brueys | Frota do vice-almirante Brueys                                                                                            | Frota do vice-almirante Brueys | Frota do vice-almirante Brueys | Frota do vice-almirante Brueys | Frota do vice-almirante Brueys | Frota do vice-almirante Brueys |
| Linha de batalha | Linha de batalha               | Linha de batalha               | Linha de batalha | Linha de batalha               | Linha de batalha               | Linha de batalha               | Linha de batalha | Linha de batalha               |
| Navio | Classificação                  | Canhões                        | Comandante | Baixas                         | Baixas                         | Baixas                         | Notas |                                |
| Navio | Classificação                  | Canhões                        | Comandante | Mortos                         | Feridos                        | Total                          | Notas |                                |
| --- | ------------------------------ | ------------------------------ | --- | ------------------------------ | ------------------------------ | ------------------------------ | --- | ------------------------------ |
| Guerrier | 3.ª categoria                  | 74                             | Capitão Jean-François-Timothée Trullet                                                                                    | ~350–400 baixas                | ~350–400 baixas                | ~350–400 baixas                | Sem mastros e danificado com gravidade. Capturado, mas destruído mais tarde por se mostrar inoperacional.                                                                  |                                |
| Conquérant | 3.ª categoria                  | 74                             | Capitão Etienne Dalbarade †                                                                                               | ~350 baixas                    | ~350 baixas                    | ~350 baixas                    | Sem mastros e danificado com gravidade. Capturado e designado por HMS Conquerant; não voltou a participar em acções de batalha.                                            |                                |
| Spartiate | 3.ª categoria                  | 74                             | Capitão Maurice-Julien Emeriau                                                                                            | 64                             | 150                            | 214                            | Sem mastros e danificado com gravidade. Capturado e designado por became HMS Spartiate.                                                                                    |                                |
| Aquilon | 3.ª categoria                  | 74                             | Capitão Antoine René Thévenard †                                                                                          | 87                             | 213                            | 300                            | Sem mastros e danificado com gravidade. Capturado e designado por HMS Aboukir; não voltou a participar em acções de batalha.                                               |                                |
| Peuple Souverain | 3.ª categoria                  | 74                             | Capitão Pierre-Paul Raccord                                                                                               | Baixas pesadas                 | Baixas pesadas                 | Baixas pesadas                 | Mastro do traquete e mastro principal destruídos, e casco danificado com gravidade. Capturado de designado por HMS Guerrier; não voltou a participar em acções de batalha. |                                |
| Franklin | 3.ª categoria                  | 80                             | Contra-almirante Armand Blanquet Captain Maurice Gillet                                                                   | ~400 baixas                    | ~400 baixas                    | ~400 baixas                    | Mastro principal e mastro de mezena destruídos, e casco danificado com gravidade. Capturado de designado por HMS Canopus.                                                  |                                |
| Orient | 1.ª categoria                  | 120                            | Vice-almirante François-Paul Brueys d'Aigalliers † Contre-Admiral Honoré Ganteaume Captain Luc-Julien-Joseph Casabianca † | ~1,000 baixas                  | ~1,000 baixas                  | ~1,000 baixas                  | Destruído por uma explosão no paiol de munições. |                                |
| Tonnant | 3.ª categoria                  | 80                             | ComodoroAristide Aubert Du Petit Thouars †                                                                                | Baixas pesadas                 | Baixas pesadas                 | Baixas pesadas                 | Sem mastros, encalhado e danificado com gravidade. Capturado a 3 de Agosto e designado por HMS Tonnant.                                                                    |                                |
| Heureux | 3.ª categoria                  | 74                             | Capitão Jean-Pierre Etienne                                                                                               | Poucas baixas                  | Poucas baixas                  | Poucas baixas                  | Encalhado e danificado com gravidade. Capturado a 2 de Agosto mas mais tarde queimado por se mostrar inoperacional.                                                        |                                |
| Mercure | 3.ª categoria                  | 74                             | Tenente Cambon | Poucas baixas                  | Poucas baixas                  | Poucas baixas                  | Encalhado e danificado com gravidade. Capturado a 2 de Agosto mas mais tarde queimado por se mostrar inoperacional.                                                        |                                |
| Guillaume Tell | 3.ª categoria                  | 80                             | Contra-almirante Pierre-Charles Villeneuve Captain Saulnier                                                               | Poucas baixas                  | Poucas baixas                  | Poucas baixas                  | Escapou a 2 de Agosto |                                |
| Généreux | 3.ª categoria                  | 74                             | Capitão Louis-Jean-Nicolas Lejoille                                                                                       | Poucas baixas                  | Poucas baixas                  | Poucas baixas                  | Escapou com o Guillaume Tell a 2 de Agosto |                                |
| Timoléon | 3.ª categoria                  | 74                             | Capitão Louis-Léonce Trullet                                                                                              | Poucas baixas                  | Poucas baixas                  | Poucas baixas                  | Encalhado e danificado com gravidade. Afundado pela sua tripulação a 3 de Agosto.                                                                                          |                                |
| Fragatas |                                |                                | |                                |                                |                                | |                                |
| Sérieuse | 5.ª categoria                  | 36                             | Capitão Claude-Jean Martin                                                                                                | Baixas pesadas                 | Baixas pesadas                 | Baixas pesadas                 | Afundou-se devido aos danos recebidos na batalha. |                                |
| Artémise | 5.ª categoria                  | 36                             | Capitão Pierre-Jean Standelet                                                                                             | Poucas baixas                  | Poucas baixas                  | Poucas baixas                  | Afundado pela sua tripulação a 2 de Agosto. |                                |
| Justice | 5.ª categoria                  | 40                             | Capitão Villeneuve | 0                              | 0                              | 0                              | Escapou com o Guillaume Tell a 2 de Agosto |                                |
| Diane | 5.ª categoria                  | 40                             | Contra-almirante Denis Decrès Captain Éléonore-Jean-Nicolas Soleil                                                        | 0                              | 0                              | 0                              | Escapou com o Guillaume Tell a 2 de Agosto |                                |
| A vanguarda da linha francesa era apoiada por canhões instalados na ilha de Abukir, por canhoneiras e navios bombardeiros posicionados na zona rochosa a oeste da linha. Embora tivessem participado na batalha, pouca influência tiveram; alguns ficaram encalhados, e um navio bombardeiro foi afundado pela sua tripulação. |                                |                                | |                                |                                |                                | |                                |
| Total de baixas: ~3000–5000 |                                |                                | |                                |                                |                                | |                                |
| Fonte: James, pp. 152–175, Clowes, p. 357 |                                |                                | |                                |                                |                                | |                                |